# Herre, jag med glädje
Herre, jag med glädje är en sång med text av Werner Skibsted och musik från 1864 av William Bradbury. Texten översattes till svenska 1930 av Paul Ongman och bearbetades 1986 av Christer Hultgren.

## Publicerad i
- Segertoner 1988 som nr 600 under rubriken "Efterföljd – helgelse".[1]